# George Caridia
George Aristides Caridia (Calcutta, 20 febbraio 1869 – Londra, 21 aprile 1937) è stato un tennista britannico.

## Palmarès

### Olimpiadi
- Argento a Londra 1908 nel singolare maschile indoor
- Argento a Londra 1908 nel doppio maschile indoor